# Klingande
Cédric Steinmyller, né le 14 mai 1990, plus connu sous son nom de scène Klingande (littéralement : « carillon »), est un DJ et producteur de tropical house français faisant un usage important du piano et du saxophone. Klingande était à l'origine un duo, jusqu'en 2014, composé de Steinmyller et de son compatriote Edgar Catry. Ses productions sont principalement apparentées à la tropical house avec l'utilisation récurrente du saxophone, à l'instar d'autres artistes comme Bakermat.

## Biographie

### Formation (2012—2013)
Formé en décembre 2012, Klingande était à l'origine un duo composé de Steinmyller et de son compatriote français Edgar Catry (également né en 1990). À l'âge de 10 ans, Catry et Steinmyller se rencontrent dans une école de Croix, dans le nord de la France. Steinmyller était plus intéressé par l'enseignement du solfège avant de se distinguer comme DJ alors que Catry était plus intéressé par le piano, qu'il a étudié pendant plus de quatre ans. Steinmyller déménagera à Londres pour étudier au Point Blank Music College pendant un an. Après être revenu de Londres dans sa ville natale, Steinmyller passée du temps avec Catry avant de découvrir leur même admiration pour les producteurs de deep house tels que Bakermat et Nico Push. Klingande se forme rapidement.
Le nom du groupe lui-même et les titres de ses chansons sont en suédois. En effet, Klingande signifie « sonner » ou « tinter » en suédois. De même, Jubel signifie « joie débordante » ou « exaltation » et Punga, « payer » ou « débourser ». Cédric alias Klingande trouve que cette langue « sonne » bien, à la fois parlée et chantée.
En 2013, le groupe sort ses deux premiers singles, Jubel et Punga. Jubel connaît un succès retentissant : 1er en Suisse, en Allemagne, en Autriche, en Belgique (Flandre), en Italie, en Pologne, en Estonie et 5e en France.

### Carrière solo (2014)
En 2014, ils publient un remix de Extraordinary de Clean Bandit. Steinmyller, jaloux du succès de son ami Catry et désireux de partager la gloire seule, décidé de le renvoyer du groupe, et d'utiliser le nom de scène en solo.

### Singles etThe Album(depuis 2015)
Le 2 mars 2015, Steinmyller publie son premier single en solo, intitulé Riva (Restart the Game) avec le chanteur français Broken Back,. Il est publié via Klingande Music avec une licence exclusive à Ultra Records. Un clip officiel a été mis en ligne par la chaîne YouTube d'Ultra Records le 19 mars 2015. La chanson se classe dans plusieurs pays, notamment en France, en Autriche, en Australie, en Belgique, en Allemagne, en Italie, en Norvège et en Suisse. Elle a également été certifiée disque d'or par la FIMI.
En 2016, il sort deux singles : Losing U en featuring avec Daylight, et Somewhere New avec M-22 et des voix non créditées de l'artiste d'enregistrement anglaise Jodie Connor. Une vidéo musicale officielle pour Losing U est mise en ligne par Ultra Records le 11 mars 2016. Le single Pumped Up de Klingande sort en 2017, avec des voix non créditées de Lauren « Lyon » Malyon. Il se classe dans quatre pays. La chanson est une réinterprétation de Pumped Up Kicks de Foster the People. Klingande sort aussi le single Ready for Love avec l'auteur-compositeur-interprète britannique Joe Killington et avec l'harmoniciste français, Greg Zlap, le 26 avril 2019 via Ultra Music.
En 2019, il publie son premier album studio, solo, The Album,.

## Discographie

### Singles

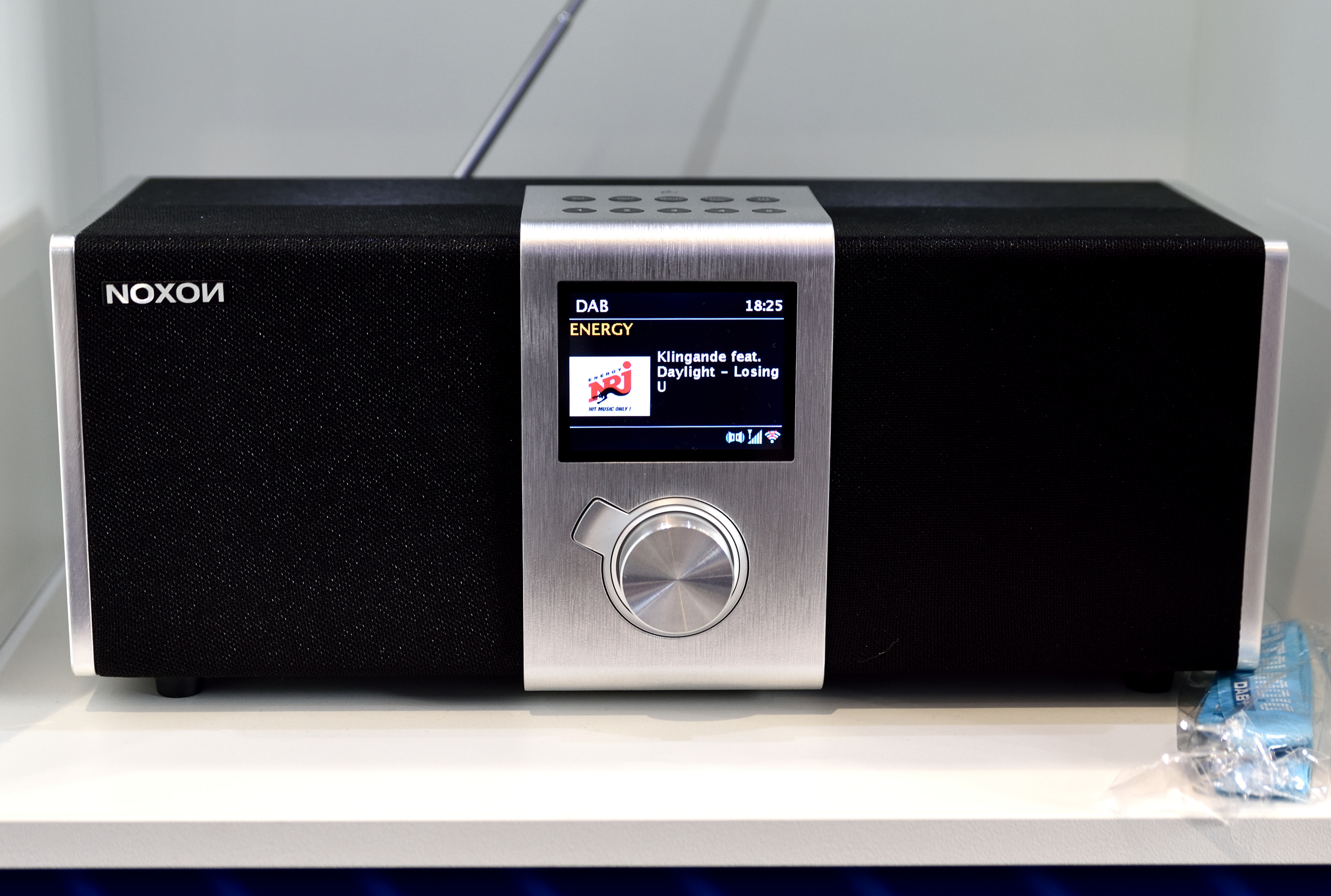
Losing U joue sur NRJ (DAB+)

| Titre                                                                            | Année | Positions | Positions | Positions | Positions | Positions | Positions | Positions | Positions | Positions | Positions | Positions | Positions | Certifications | Album     |
| Titre                                                                            | Année | FRA       | ALL       | AUS       | AUT       | BEL (FL)  | BEL (WAL) | ITA       | NOR       | P-B       | R-U       | SUE       | SUI       | Certifications | Album     |
| -------------------------------------------------------------------------------- | ----- | --------- | --------- | --------- | --------- | --------- | --------- | --------- | --------- | --------- | --------- | --------- | --------- | --- | --------- |
| Jubel                                                                            | 2013  | 5         | 1         | 3         | 1         | 1         | 2         | 1         | 2         | 9         | 3         | 3         | 1         | - ARIA: 3× Platine - BEA: Or - BVMI: 2× Platine - FIMI: 5× Platine - IFPI NOR: 4× Platine - GLF: 3× Platine - IFPI SWI: Platine | The Album |
| Punga                                                                            | 2013  | 86        | 59        | —         | 62        | 24        | 47        | —         | —         | —         | —         | —         | 41        | | The Album |
| Riva (Restart the Game) (featuring Broken Back)                                  | 2015  | 144       | 9         | 56        | 13        | —         | —         | 19        | 36        | —         | —         | —         | 6         | - FIMI: Or | The Album |
| Losing U (featuring Daylight)                                                    | 2016  | —         | —         | —         | —         | —         | —         | —         | —         | —         | —         | —         | —         | - FIMI: Or | The Album |
| Somewhere New (featuring M-22)                                                   | 2016  | —         | —         | —         | —         | —         | —         | —         | —         | —         | —         | 35        | —         | - FIMI: Or | The Album |
| Pumped Up                                                                        | 2017  | —         | —         | —         | —         | —         | —         | —         | 22        | —         | —         | 71        | —         | - FIMI: Or | The Album |
| Hope for Tomorrow (avec Autograf & Dragonette)                                   | 2018  | —         | —         | —         | —         | —         | —         | —         | —         | —         | —         | —         | —         | |           |
| Rebel Yell (avec Krishane)                                                       | 2018  | —         | —         | —         | —         | —         | —         | —         | —         | —         | —         | —         | —         | | The Album |
| Wonders (avec Broken Back)                                                       | 2018  | —         | —         | —         | —         | —         | —         | —         | —         | —         | —         | —         | —         | | The Album |
| By the River (avec Jamie N Commons)                                              | 2019  | —         | —         | —         | —         | —         | —         | —         | —         | —         | —         | —         | —         | | The Album |
| Ready for Love (avec Joe Killington featuring Greg Zlap)                         | 2019  | —         | —         | —         | —         | —         | —         | —         | —         | —         | —         | —         | —         | | The Album |
| Sinner (avec Stevie Appleton)                                                    | 2019  | —         | —         | —         | —         | —         | —         | —         | —         | —         | —         | —         | —         | | The Album |
| Messiah (avec Bright Sparks)                                                     | 2019  | —         | —         | —         | —         | —         | —         | —         | —         | —         | —         | —         | —         | | The Album |
| Big Love (avec Wrabel)                                                           | 2020  | —         | —         | —         | —         | —         | —         | —         | —         | —         | —         | —         | —         | |           |
| Better Man (featuring Rogelio)                                                   | 2021  | —         | —         | —         | —         | —         | —         | —         | —         | —         | —         | —         | —         | |           |
| Eye of the Storm (avec Pool Blue)                                                | 2021  | —         | —         | —         | —         | —         | —         | —         | —         | —         | —         | —         | —         | |           |
| Planet in the Sky (avec Merk & Kremont featuring MKLA)                           | 2022  | —         | —         | —         | —         | —         | —         | —         | —         | —         | —         | —         | —         | |           |
| By Law (featuring Loud Tiger)                                                    | 2022  | —         | —         | —         | —         | —         | —         | —         | —         | —         | —         | —         | —         | |           |
| Kids on the Run (avec Vargen)                                                    | 2023  | —         | —         | —         | —         | —         | —         | —         | —         | —         | —         | —         | —         | |           |
| Heartwaves (avec Solar State featuring Sam Grey)                                 | 2023  | —         | —         | —         | —         | —         | —         | —         | —         | —         | —         | —         | —         | |           |
| « — » signifie que le single n'est pas sorti ou ne s'est pas classé dans le pays |       |           |           |           |           |           |           |           |           |           |           |           |           | |           |

### Remixes
- 2014 : Clean Bandit feat. Sharna Bass - Extraordinary (Klingande Remix)
- 2014 : Sigma feat. Paloma Faith - Changing (Klingande Remix)
- 2014 : Parov Stelar feat. Graham Candy - The Sun (Klingande Remix)
- 2015 : Alex Adair - Make me Feel Better (Klingande Remix)
- 2015 : Wyclef feat. Avicii - Divine Sorrow (Klingande Remix)
- 2019 : Charlotte Lawrence - Why Do You Love Me (Klingande Remix)
- 2020 : NoMBe - Paint California (Klingande Remix)
- 2021 : Robin Schulz & Felix Jaehn feat. Alida - One More Time (Klingande Remix)
- 2021 : Bronze Radio Return - Shake, Shake, Shake (Klingande Remix)
- 2022 : Felix Jaehn & Ray Dalton - Call It Love (Klingande Remix)
- 2022 : KSHMR - Anywhere's Home (Klingande Remix)